# Santuario de Nuestra Señora de Bonaria
El santuario de Nuestra Señora de Bonaria es el principal templo mariano de la isla de Cerdeña, en Italia. Se encuentra en la capital de la isla, Cagliari, en la colina de Bonaria.
El Santuario se compone de una pequeña iglesia (el original templo del siglo IV) que se acompaña de un templo más grande, elevado al título de Basílica Menor por el papa Pío XI en 1926. El Santuario de la Virgen de Bonaria es custodiado por los padres mercedarios, que habitan en el convento adyacente. El Santuario es además, la sede de la parroquia del barrio de Bonaria, siendo Nuestra Señora de Bonaria (o del "Buen Aire"), la Patrona Principal de la isla de Cerdeña y patrona de los marineros italianos. 

## Historia
El Santuario (el primer ejemplo de arquitectura gótico-catalán en Cerdeña), está situado en la colina de Bonaria, en el lugar (entonces llamado Bonaire, que significa "buen aire") en el que el rey Alfonso IV de Aragón, en 1324, había construido un castillo fortificado para conquistar el castillo de Cagliari, un bastión de Pisani.
En 1335 el rey dio la iglesia a los frailes de la Orden de Santa María de la Merced, quienes construyeron un monasterio, que todavía habitan. La construcción de la basílica actual, se remonta a 1704, cuando los frailes mercedarios decidieron construir una iglesia más grande en honor de la Virgen de Bonaria. La iglesia, construida por el arquitecto Antonio Piamonte Felice De Vincenti, fue originalmente diseñada en estilo barroco, el trabajo, sin embargo, sufrió cortes, y hacia el final del siglo XVIII fueron confiados al arquitecto Giuseppe Viana, quien trabajó en el proyecto en estilo neoclásico.
Durante el siglo XIX, la obra todavía sufrió varios retrasos. El 24 de abril de 1885, el Arzobispo de Cagliari, Paolo Maria Serra Serci consagrada de nuevo el Santuario. El edificio, sin embargo, se terminó en 1926, cuando el papa Pío XI le dio el título de Basílica Menor. El papa Pío X, el 13 de septiembre de 1907 declaró a la Virgen de Bonaria, Patrona Máxima de Cerdeña.
Durante la Segunda Guerra Mundial el edificio sufrió graves daños por los bombardeos, pero fue restaurado entre 1947 y 1960 y de nuevo en 1998.
El Santuario de Bonaria fue visitado el 24 de abril de 1970 por el Papa Pablo VI, el 20 de octubre de 1985 por el papa Juan Pablo II, el 7 de septiembre de 2008 por el papa Benedicto XVI y el 22 de septiembre de 2013 por el papa Francisco. La imagen llegó a la costa de Cerdeña (traída por los españoles) un día 2 de febrero (Día de La Candelaria). Su fiesta se celebra en Cerdeña el 24 de abril.